# جین واردلی
جین واردلی (انگلیسی: Jane Wardley؛ –) بنیانگذار سازمانی شاکرها اهل انگستان بود.

## زندگی شخصی
اطلاعات کمی در مورد زندگی شخصی واردلی وجود دارد. او ساکن بولتون، واقع در بریتانیا، که به بولتون لو مور نیز معروف است، بود. او با همسرش جیمز که به عنوان خیاط کار می‌کرد در آنجا زندگی و کار می‌کرد. آنها بعداً به منچستر نقل مکان کردند، جایی که در شرایط زمانی کم به زندگی ادامه دادند.

## زندگی مذهبی
واردلی و شوهرش از اعضای مؤمن انجمن دوستان بودند که به کوئیکرها نیز معروف بودند. با این حال، در حدود سال ۱۷۴۷ واردلی شروع به دیدن رؤیاهایی از جانب خدا کرد که به او می‌گفت که به شهر خود برود و حقیقت را در مورد پایان جهان آموزش دهد: اینکه مسیح در شرف بازگشت است و ظهور دوم او به شکل یک زن خواهد بود.